# تپه حرمل
تپه حرمل (عربی: تل حرمل) عبارت است از مکانی تاریخی در بغداد که درقدیم به نام «شادوبوم» نیز نامیده می‌شود، در گذشته‌های دور این مکان یک مرکز تابع حکومت و سلطنت«اشنونه» بوده‌است که پایتخت این حکومت در تپه اسمر در شرق بغداد و در استان دیالی بوده‌است و در نزدیکی آن تپه محمد قرار دارد و هر دو این تپه‌های تاریخی در منطقه بغداد جدیده می‌باشند.
معنی اسم قدیم آن «شادوبوم» عبارت بود از دیوان حساب یا بیت المال واین دلالت بر اهمیت این مکان به عنوان مرکز اداری و مالی در دولت و حکومت «اشنونه» داشته‌است.
قدیمی‌ترین ساکنان این شهر در عهد و زمان امپراتوری اکدیین بوده‌است و در دوره سلسله «اور سوم و همانا» شان و مقام شهر شادوبوم در میانه دوره بابلی‌های بالا رفت یعنی حدوداً ۳۸۰۰ سال پیش و «همانا» مجموعه از ساختمان‌های ساخته شده با خشت و گل پیدا شده‌است و از بین ۶ معبد یافته شد می‌توان از معبد بزرگی نام برد که مانند معابد بابل جنوبی درست شده‌است و در طرفین معبد در محل ورودی به معبد یا حجره در وسطا آن دو تمثال شیر وجود دارد که از سنگ درست شده‌است.
در مکان تل حرمل ما تعدادی ساختمان‌های مستطیلی شکل می‌بینیم که نامنظم می‌باشد و طول آن‌ها ۱۴۷ متر است و عرض آن‌ها ۹۸ متر، در سمت شمالی آن یک دروازه بزرگ قرار دارد و در سمت شمال شرقی آن دو برج بزرگ قرار دارد و در آن بزرگترین اثر تاریخی وجود دارد که تازگی کشف شده‌است و آن عبارت است از معبد اصلی کما اینکه می‌توان دو معبد کوچک دیگر را نیز مشاهده کرد که بتازگی بازسازی آن تمام شده‌است.
«همانا شادوبوم» در قدیم یک شهر متمدن و مرکز علمی بوده‌است بطوریکه دانشمند باستانشناس‌ها در این مکان به مجموعه‌ای لوح‌های گلی دست پیدا کردند که در آن‌ها قضایای ریاضی و هندسه نوشته شده‌است و همین‌طور معادلات جبری، در یکی از آن‌ها حالتی شرح داده شده‌است که مانند مثلثات قائم الزاویه می‌باشد و این نظریه مربوط بوده‌است به اقلیدس که ۱۷ قرن بعد از عصر بابلی قدیم متولد شده‌است، و «همانا» در این لوح‌ها جداول ریاضی مطول در ضرب و تقسیم و جذر اعداد یافت شده‌است و معادلاتی حل شده‌است که امروزه به روش لگاریتم مشهور است، در کنار اینها لوح‌هایی یافت شده‌است که لغتنامه می‌باشند و با اینکه گلی هستند ولی حاوی قصه‌های ادبی می‌باشند علاوه بر این لوح‌های دیگری هم کشف شده‌است که در آن مواقع جغرافی ثبت شده‌است واین دلالت بر کثرت لوح‌ها دارد که عدد آن بیشتر از ۲۰۰۰ لوح می‌باشد که در مرکز این بنا یافت شده‌است و این مکان مرکز مهمی در تولید اسناد رسمی در حکومت اشنونه بوده‌است و «همانا» این مکان بمثابه کتابخانه رسمی این حکومت بوده‌است که لوح‌های قرارداد و سکه‌های تجاری و قراردادها و عقد و ازدواج و قوانین ارث و میراث و همین‌طور نامه‌های رسمی از پادشاهان حکومت اشنونه و شناسنامه واردات و اموال رسمی و پرونده حقوق کارگران و… را نیز شامل می‌گردد.

## تاریخ کشف سکونتگاه
این سکونتگاه تاریخی توسط دانشمند باستانشناس عراقی طه باقر در بین سال‌های ۱۹۴۵ تا ۱۹۶۳ کشف گردید و در این کشف وی به حدود ۲۰۰۰ لوح گلی دست پیدا کرد و در سال‌های ۱۹۹۷ و ۱۹۹۸ یک تیم باستانشناس از دانشگاه بغداد و کالج باستانشناسی آلمان به ریاست پیتر میگلوس و لیث حسین اقدام به باستانشناسی در این محل کردند.
در این مکان یک نسخه از قانون اشنونه کشف شد که به اوائل عصر بابلیون قدیم برمی‌گردد یعنی حدوداً ۱۸۵۰تا۱۹۰۰ سال قبل از میلاد، دو لوح گلی دیگری نیز کشف شد که روی آن با لغت بابلی موادی از قوانین حکومت اشنونه نوشته شده‌است و این قوانین اجرایی عبارت است از قدیمی‌ترین قوانین شریعه حمورابی است که ۱۹۷۲ سال قبل از میلاد به اجرا درآمده است و این قوانین در حکومت اشنونه که پایتخت آن اشنونا واقع در تل اسمر در شرق نهر دیالی است که تمام نقاط دیگر تابع این مرکز بوده‌است شامل ۶۱ ماده قانونی است ولی قوانین حمورابی ۲۸۲ ماده داشته‌است و این قوانین با قوانین حمورابی فرق چندانی از لحاظ نحوه قانونگذاری که به صورت قانون مشخص شده‌است ندارد، کما اینکه بعضی از قوانینی که پادشاه بابلی لبث عشتار بزبان سومری وضع کرده‌است و بعضی از فقرات آن پیدا شده‌است مانند همان قوانینی است که در تل حرمل وضع شده و لوح‌های آن کشف شده‌است که حاوی قوانینی در مورد سرقت، تعدی ودیون و حقوق و قیمت‌های خرید و فروش و… می‌باشد. علاوه بر این مورخ و باستانشناس طه باقر در جستجو و بررسی خودش از قانون اشنونا کشف شده در تل احمر می‌گوید: همانا قانون حکومت اشنونه که در محل تل حرمل کشف شده‌است قدیمی‌ترین قوانین مدونی است که در عراق قدیم یافت شده‌است و قوانین حمورابی قدیمی‌ترین قوانین در تاریخ بشر ولی بعد از پیدا شدن اجزا قانون سومری که به پادشاه لبث عشتار برمی‌گشت مشخص شد که قوانین کشف شده در تل حرمل از قوانین حمورابی دو قرن قدمت بیشتر دارد و باید گفت که این قوانین قدیمی‌ترین قوانینی هستند که تا الان کشف شده‌اند.